# Іпполітов Платон Афанасійович
Платон Афанасійович Іпполітов (рос. Платон Афанасьевич Ипполитов; 1893—1951) — російський і радянський ковзаняр. Чемпіон Росії 1912, 1914, 1916 (переміг на всіх дистанціях). Дванадцятиразовий переможець різних дистанцій у чемпіонатах Росії та РРФСР 1912, 1914—1916, 1921, 1922. Брат ковзаняра Василя Іпполітова.
Автор книг «Супутник велосипедиста» (рос. Спутник велосипедиста), «Довідник ковзаняра» (Справочник конькобежца), «Ковзанярський спорт» (Конькобежный спорт), «Ковзани» (Коньки), «Велосипед» та інших.